# Солёное (озеро, Пролетарский район)
Солёное (также Карагейлакское) — озеро в России, в Пролетарском районе Ростовской области. Расположено в западной половине Кумо-Манычской впадины, к юго-востоку от города Пролетарск. Относится к бассейну реки Маныч.
Площадь поверхности озера составляет 9,5 км², водосборная площадь — 133 км².